# Deep Roy
Deep Roy, nome d'arte di Mohinder Purba (Nairobi, 1º dicembre 1957), è un attore e stuntman keniota naturalizzato britannico.

## Biografia
Roy è nato a Nairobi (Kenya) da genitori indiani. È affetto da nanismo, ed è alto 132 centimetri. Roy ha lavorato nel mondo dello spettacolo interpretando ruoli strani e inusuali.
Ha interpretato la parte di una scimmia in due diversi film: Greystoke - La leggenda di Tarzan, il signore delle scimmie (1984) e ancora nel remake del 2001 di Il pianeta delle scimmie di Tim Burton. Con lo stesso Burton ha poi lavorato in altre due pellicole: Big Fish - Le storie di una vita incredibile (2003) e La fabbrica di cioccolato (2005), nel quale Roy da solo interpreta i 165 Umpa Lumpa, oltre all'aver doppiato un personaggio del lungometraggio d'animazione La sposa cadavere (2005).
È apparso anche nella serie televisiva X-Files come antagonista principale in un episodio dell'8ª stagione (2001), e in film come La storia infinita nel ruolo di Teeny Weeny, e Transformers - La vendetta del caduto nei panni di una guardia.
Ha collaborato a due film della saga di Guerre stellari, L'Impero colpisce ancora dove interpreta il saggio Yoda in alcune scene e ne Il ritorno dello Jedi come uno degli addetti all'animazione dei pupazzi; Roy anima, tra gli altri, il robot C1-P8 e uno degli Ewok.

## Filmografia

### Attore
- La Pantera Rosa sfida l'ispettore Clouseau (The Pink Panther Strikes Again), regia di Blake Edwards (1976)
- L'impero colpisce ancora (The Empire Strikes Back) regia di Irvin Kershner (1980)
- Il ritorno dello Jedi (Return of the Jedi), regia di Richard Marquand (1983)
- Greystoke - La leggenda di Tarzan, il signore delle scimmie (Greystoke: The Legend of Tarzan, Lord of the Apes), regia di Hugh Hudson (1984)
- La storia infinita (Die unendliche Geschichte), regia di Wolfgang Petersen (1984)
- Nel fantastico mondo di Oz (Return to Oz), regia di Walter Murch (1985)
- Un'aliena al centro della Terra (Alien from L.A.), regia di Albert Pyun (1988)
- Il Grinch (Dr. Seuss' How the Grinch Stole Christmas), regia di Ron Howard (2000)
- X-Files (The X-Files) - serie TV, episodio 8x10 (2001)
- La casa dei fantasmi (The Haunted Mansion), regia di Rob Minkoff (2003)
- Big Fish - Le storie di una vita incredibile (Big Fish), regia di Tim Burton (2003)
- La fabbrica di cioccolato (Charlie and the Chocolate Factory), regia di Tim Burton (2005)
- Transformers - La vendetta del caduto (Transformers), regia di Michael Bay (2009)
- Star Trek, regia di J. J. Abrams (2009)
- Into Darkness - Star Trek (Star Trek Into Darkness), regia di J.J. Abrams (2012)
- Star Trek Beyond, regia di Justin Lin (2016)

### Doppiatore
- La sposa cadavere (Corpse Bride), regia di Tim Burton e Mike Johnson (2005)
- Zambezia, regia di Wayne Thornley (2012)

## Doppiatori italiani
Nelle versioni in italiano delle opere in cui ha recitato, Deep Roy è stato doppiato da:
- Paolo Lombardi in La storia infinita
- Marcello Rossi in Star Trek

Da doppiatore è sostituito da:
- Luca Bottale in Zambezia